# Скрыган, Ян
Ян (Янка) Скрыга́н (Иван Алексеевич Скрыган) (бел. Ян (Янка) Скрыган; 16 ноября 1905 — 18 сентября 1992, Минск) — белорусский советский писатель. Заслуженный работник культуры БССР (1985). Лауреат Государственной премии Белорусской ССР (1976). Член СП СССР (1934).

## Биография
Родился 3 (16 ноября) 1905 года в крестьянской семье в деревне Трухановичи (ныне — Копыльский район, Минская область, Беларусь). Окончил местную церковно-парафиальную школу (1918), учился в Слуцком духовном училище, затем — в школах первой и второй степени, реальном училище, гимназии, в Слуцком сельскохозяйственном техникуме (покинул на четвёртом курсе в 1924 году).
С 1924 года работал в редакции слуцкой окружной газеты «Вясковы будаўнік» (1924—1925), затем заведовал Народным домом в Россонах и являлся секретарем местной комсомольской ячейки (1925—1926), работал стиль-редактором полоцкой газеты «Чырвоная Полаччына» (1926—1927), участвовал в работе полоцкого филиала белорусского литературного объединения «Маладняк».
В 1928—1932 годах учился на литературно-лингвистическом отделении педагогического факультета Белорусского БГУ имени В. И. Ленина.
В 1933—1936 годах — сотрудник редакции газеты «Літаратура і мастацтва», член литературного объединения белорусских футуристов «Літаратурна-мастацкая камуна».
13 ноября 1936 года арестован, 5 октября 1937 года осуждён на 10 лет лишения свободы с ссылкой в Кемеровскую область (Ново-Ивановский лагерь). В 1946 году был освобожден с лишением гражданских прав на пятилетний срок. Работал бухгалтером на гидролизном заводе в Фергане (1946—1948), на сланцехимическом комбинате в Кивиыли (Эстонии) (1948—1949).
25 июня 1949 года вновь арестован и выслан в Красноярский край (Сухобузимский район), работал бухгалтером в райкомхозе и МТС. Реабилитирован 29 декабря 1954 года.
С 1955 года — редактор Государственном издательстве БССР, литконсультант СП БССР, редактор отдела прозы и заместитель главного редактора белорусского литературного журнала «Полымя». С 1967 года — заместитель заведующего литературно-контрольной редакции издательства «Белорусская Советская Энциклопедия» (1967—1975). В 1975—1985 годах — ответственный секретарь Комитета по Государственным премиям БССР в области литературы, искусства и архитектуры.
Умер 18 сентября 1992 года.

## Творчество
Первые публикации датированы 1925 годом (слуцкая окружная газета «Вясковы будаўнік»). Участвовал в альманахах «Росквіт» (1925), «Наддзвінне» (1926), «Зарніцы» (1928), в коллективном сборнике «Слуцкія песняры» (1926), в книге из истории Могилёвской шёлковой фабрики «На Цішоўскай пустэчы» (1931). В 1929 году издал первый сборник рассказов и повестей «Затока ў бурах». Раннему творчеству свойственна революционная романтика. Я. Скрыган считается одним из основоположников белорусского литературного очерка. Произведения Я. Скрыгана отличает высокая языковая культура.

### Сборники прозы
- бел. «Затока ў бурах» («Бури над заводью») (1929)
- бел. «Каця Лапянкова» («Катя Лапенкова») (1932)
- бел. «Сустрэчы» («Встречи») (1935)
- бел. «Апавяданні» («Рассказы») (1956)
- бел. «Наталя» («Наталья») (1957)
- бел. «Няпрошаная сляза» («Непрошеная слеза») (1958)
- бел. «Скажы адно слова» («Скажи одно слово») (1961)
- бел. «Свая аповесць» («Своя повесть») (1964)
- Избранное бел. «Кругі» («Круги») (1969)
- Повесть бел. «Кругі» («Круги») (1986)
- Избранное бел. «Выбраныя творы» у 2 тамах («Избранные сочинения» в 2 томах) (1975; 1985)
- Избранное бел. «Выбраныя творы» («Избранные сочинения») (Мінск : Беларускі кнігазбор, 2005)

### Публицистика, мемуаристика
- Книга воспоминаний и очерков бел. «Ранішнія росы : Літаратурныя нататкі, успаміны, партрэты» («Утренние росы») (1965)
- Книга воспоминаний и очерков бел. «Некалькі хвілін чужога жыцця» («Несколько минут чужой жизни») (1979, 1990)

### Переводы
Переводил на белорусский язык с русского, украинского, литовского, латышского, эстонского языков. Перевел на белорусский язык произведения И. Бабеля, И. Бунина, Ф. Гладкова, М. Горького, А. Островского, К. Федина.

### В переводе на русский язык
- Людьми зваться / Я. Скрыган; авторизован. перевод. — Ленинград : Советский писатель, 1959. — 236 с.
- Лунная ночь. Рассказы. Повести. Портреты / Я. Скрыган; авторизован. перевод. — Москва : Советский писатель, 1967. — 342 с.
- Поворот у сосны. Рассказы / Я. Скрыган; авторизован. перевод. — Ленинград : Художественная литература, 1974. — 302 с.
- Круги : Повесть с отступлениями / Я. Скрыган; авторизован. перевод. — Москва : Советский писатель, 1984. — 384 с.

## Награды и звания
- Государственная премия БССР (1976) — за участие в создании Белорусской Советской Энциклопедии.
- Медали.
- Почётные грамоты Президиума ВС БССР и Тувинской АССР.

## Память
- В 1998 году в Кивиыли (Эстония) установлен памятник[4]. Это большой камень с барельефом Яна Скрыгана (скульптор — Валерьян Янушкевич).
- 16 ноября 2023 года вблизи деревни Городище (Слуцкий район, Минская область), на дороге Н-9477 Городище — Гольчичи — Жилин Брод, открыт памятник Яну Скрыгану. Памятник в форме открытой книги, надпись: бел. "На пачатку XX стагоддзя (1915-1925) на Случчыне жыў беларускі пісьменнік Ян (Янка) Скрыган. Вялікую чарадзейную сілу мае слова. Сапраўды варта быць пісьменнікам, каб любіць яго і адчуваць. Янка Скрыган" .